# David Ringger
David Ringger (* 5. September 1860 in Niederglatt; † 20. April 1930 in Dielsdorf) war ein Schweizer Jurist und Politiker.

## Leben

### Familie
David Ringger war der Sohn des Landwirts Heinrich Ringger und dessen Ehefrau Anna (geb. Neeracher).
Er war in erster Ehe mit Maria Luise (geb. Wolfensberger) und in zweiter Ehe seit Januar 1899 mit Emma (geb. Kopp) verheiratet und hatte mehrere Kinder.

### Werdegang
David Ringger erhielt eine Lehre im Notariat Niederglatt und war ab 1883 in Oberwinterthur.
Er besuchte juristische Vorlesungen an der Universität Zürich und bestand 1885 das Notariatsexamen. Er war darauf von 1885 bis 1887 Substitut am Notariat Niederglatt; später war er als Notar in Dielsdorf tätig.
Von 1887 bis 1897 war er Bezirksratschreiber und darauf bis zu seinem Rücktritt, kurz vor seinem Tod, Bezirksstatthalter und Bezirksanwalt in Dielsdorf.

### Politisches und gesellschaftliches Wirken
David Ringger war von 1902 bis 1923 anfangs Kantonsrat der Demokraten und ab 1917 der Bauernpartei.
Vom 4. Dezember 1905 bis zum 3. Dezember 1922 war er, als Nachfolger von Heinrich Hauser, Nationalrat und gehörte bis 1919 der radikal-demokratischen Fraktion an, bis er zur Bauern- und Bürgerpartei wechselte. Zusätzlich war er Teil der Expertenkommission zur Überprüfung des schweizerischen Strafgesetzbuchentwurfs (siehe Strafgesetzbuch (Schweiz)).
Er war Mitglied in der Aufsichtskommission der Anstalten Uitikon (siehe Massnahmenzentrum Uitikon) und Kappel am Albis.

## Mitgliedschaften
David Ringger war Präsident der Gemeinnützigen Gesellschaft des Bezirks Dielsdorf.